# Relaciones Bolivia-Colombia
Las relaciones entre el Estado Plurinacional de Bolivia y la República de Colombia se remontan al Tratado de Amistad suscrito en 1912 por Francisco José Urrutia, enviado por el gobierno del entonces presidente de Colombia Carlos Restrepo, y Claudio Pinillo, el entonces Ministro de Relaciones Exteriores de Bolivia. Pero se podría suponer que la historia entre Bolivia y Colombia se remontan a la independencia de la primera gracias al libertador Simón Bolívar. Ambos son miembros de la Comunidad Andina y la Comunidad de Estados Latinoamericanos y Caribeños.

## Historia

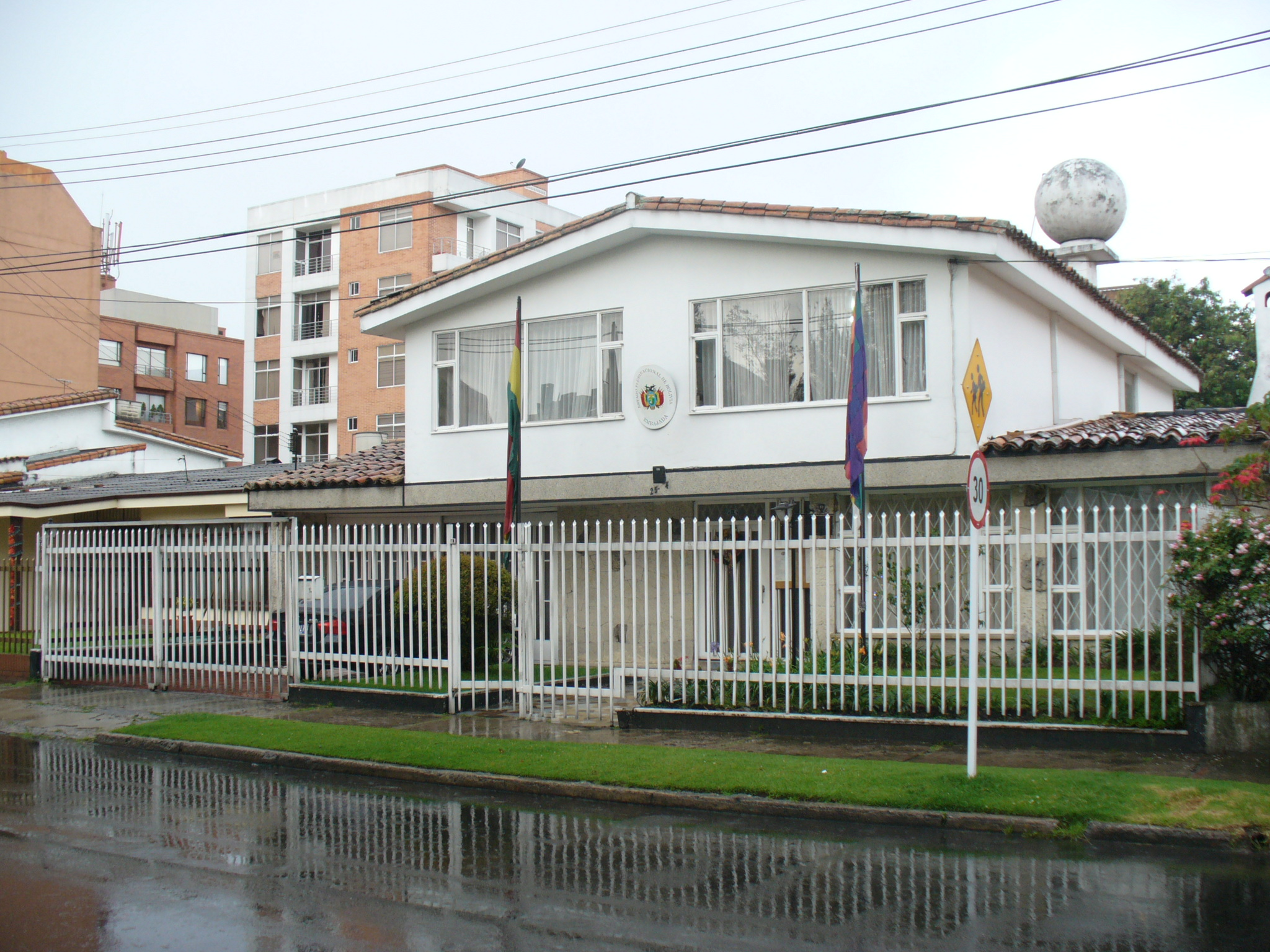
Embajada de Bolivia en Bogotá

Las relaciones entre Bolivia y Colombia inician en 1809 con la Revolución de Chuquisaca, cuando la entonces Real Audiencia de Charcas recibió ayuda de ejércitos argentinos, colombianos y peruanos para su independencia; anterior a esto, Charcas había pertenecido al Virreinato del Perú hasta 1776, y lo volvería a hacer en 1810. Posterior a esto, la relación entre Bolivia y Colombia se centraría en dos personajes, Simón Bolívar y Antonio José de Sucre, el primero de ellos fue quien luchó por la independencia de ambos países y fue quien ocupó el cargo de Presidente de ambas jóvenes naciones al mismo tiempo en 1825, año en el que Sucre tomó la presidencia de Bolivia por órdenes de Bolívar, es en este momento que los ideales bolivarianos se estaban apoderando de la región y su precursor tenía como fin formar una sola nación desde la Gran Colombia, Panamá, Colombia, Ecuador y Venezuela; hasta la naciente Bolivia.
El segundo momento en que estas naciones tuvieron contacto fue en el Congreso Anfictiónico de Panamá de 1826, al que Bolivia fue invitada, pero por las pugnas internas del país andino esta no asistió, a pesar de que para ese entonces Sucre era quien estaba a la cabeza del país andino. Lo anterior obedecía a las pugnas internas que estaba viviendo la joven nación y que llevaron a la separación de los ideales bolivarianos. Para 1829 Bolivia elige a Andrés de Santa Cruz como presidente y con esto se ratifica el fin de la influencia colombiana en el país andino. Estos hechos fueron parte de los antecedentes que llevaron a que se desatara la Guerra grancolombo-peruana, y a esto se le suma la intervención peruana en Bolivia de 1828, en la que el país inca invadió a la joven nación con el fin de eliminar todo vestigio bolivariano.
Quizás, las guerras que vivió Bolivia durante todo el siglo XIX contra Argentina (guerra entre las confederaciones Argentina y Peruano-Boliviana), contra Chile (guerra contra la Confederación Perú-Boliviana y guerra del Pacífico, contra Perú (guerra entre Perú y Bolivia), contra España (guerra hispano-sudamericana) y contra Brasil (Guerra del Acre), y el pasado alejado de Colombia llevaron a que estas dos naciones solo se acercaran hasta principios del siglo XX con el Tratado de Amistad de 1912, con el que oficialmente establecerían sus relaciones diplomáticas y consulares. Anterior a este tratado, Bolivia y Colombia tuvieron acercamientos a través de la Unión de las Repúblicas Americanas.
Quizás debido a las turbulencias internas que vivía Bolivia con la Guerra Federal, su conflicto con Paraguay en la Guerra del Chaco, a la separación de Panamá de Colombia, a la Guerra de los Mil Días y al conflicto que Colombia vivía con Perú, las relaciones entre Bolivia y Colombia se vieron estancadas. A lo anterior se suma el hecho de las guerras mundiales; para la primera ambos países se mantuvieron en la neutralidad, mientras que para la segunda, debido al acercamiento entre estos y los Estados Unidos, ambos decidieron declarar la guerra a Alemania. Después de estos conflictos, tanto Bolivia como Colombia fueron fundadoras de la recién creada Organización de las Naciones Unidas en 1945, y para 1948 de la Organización de Estados Americanos.

## Agenda
La agenda bilateral entre Bolivia y Colombia se centra en el fortalecimiento político e institucional. Además, por medio de la cooperación se ha fortalecido el intercambio cultural. A estos temas se les sumen la lucha contra el narcotráfico y el terrorismo, y la promoción de los derechos humanos.

### Proceso de paz en Colombia
La posición de Bolivia, gracias a su presidente Evo Morales, no termina por ser completamente neutral, pero aun así, el apoyo que este ha mostrado al proceso de paz de uno de los más fuertes, en declaraciones del presidente boliviano en 2013, este decía:

Los hermanos de las FARC tienen que entender ese gran esfuerzo que hace el Gobierno de Colombia, en la cabeza del presidente Juan Manuel Santos, para acabar un conflicto… Que se den cuenta que tienen que cambiar las balas por los votos y que sí deciden cambiar las balas por los votos, entonces habrá un espacio, para que como decía el presidente Evo Morales, continúen su revolución. Por el camino de la democracia.

Un año antes, cuando estos diálogos estaban iniciando el mandatario boliviano anunció que estaba grandes resultados de lo que para ese entonces estaba iniciando.
Pero el apoyo boliviano no se limita a las relaciones bilaterales, en palabras del intelectual boliviano Hugo Modiz en 2014, este habla de la necesidad de la organización del pueblo con el fin de lograr un acuerdo total de paz.
Además, Bolivia también ha mostrado su apoyo a través de dos foros multilaterales de gran importancia para la región, por un lado la Comunidad Andina y por el otro la UNASUR:.

### Diferendo entre Bolivia y Chile
Bolivia recibió con interés el frente al Fallo de la Corte Internacional de Justicia en 2012, ya que, este fallo demostraba que los elementos subjetivos podrían ser tenidos en cuenta a la hora en que la Corte Internacional de Justicia diera su veredicto.
En cuanto a la posición de Colombia frente al conflicto entre Bolivia y Chile, en principio su presidente de turno, Juan Manuel Santos, anunció que el país andino dispondría de toda facilidad para que Bolivia y Chile lograran su cometido frente al conflicto, pero el Ministerio de Relaciones Exteriores de dicho país anunció que este es un tema bilateral y como tal debe ser tratado entre los dos Estados. Por lo que sí propende Colombia es por una salida dialogada y de manera práctica del conflicto, así, evitando toda instancia internacional.

## Diplomacia

### Visa
La relación de visas (turismo/visita) entre Bolivia y Colombia:
- Los bolivianos no deberán acceder a una visa de turista para ingresar a Colombia por estadías menores a 90 días.[11]
- Los colombianos no deberán acceder a una visa de turista para ingresar a Bolivia por estadías menores a 90 días.[12]

## Comercio
Bolivia y Colombia conforman la Zona Andina de Libre Comercio de la Comunidad Andina desde 1993.
| País     | Exportaciones ($USD) | Porcentaje (exportaciones) | Porcentaje (importaciones) | Porcentaje (total) | Productos |
| -------- | -------------------- | -------------------------- | -------------------------- | ------------------ | --------- |
| Bolivia  | $547.740.123         | 5,53%                      | 1,77%                      | 3,80%              |           |
| Colombia | $143.725.531         | 0,24%                      | 0,92%                      | 0,59%              |           |

FUENTE: Trade Map